# 马雷克·格雷彻塔
马雷克·格雷彻塔（波蘭語：Marek Michał Grechuta，1945年12月10日—2006年10月9日），出生于波兰扎莫希奇，逝于波兰克拉科夫，是一位波兰歌手、编曲、作曲、填词人，作品以诗歌咏唱、前卫摇滚风格为主。